# Brunn (Alto Palatinado)
Brunn ou, na sua forma portuguesa, Bruno é um município da Alemanha, no distrito de Ratisbona, na região administrativa do Alto Palatinado, estado de Baviera.